# Antonio Mirante
Antonio Mirante (ur. 8 lipca 1983 w Castellammare di Stabia) – włoski piłkarz występujący na pozycji bramkarza we włoskim klubie A.C. Milan. Wychowanek Juventusu, w swojej karierze grał także w takich zespołach jak Crotone, Siena, UC Sampdoria, Parma oraz Bologna FC.